# Кевин Мајкл Ричардсон
Кевин Мајкл Ричардсон (рођен 25. октобра 1964) је амерички глумац. Познат по свом изразито дубоком гласу, углавном је давао гласове злобним ликовима у анимацијама и видео играма. Најпознатији је по гласу Џокера у анимираном америчком филму Бетмен против Дракуле (2005).

## Рани живот
Ричардсон је рођен 25. октобра 1964. у Бронксу, округу Њујорка. Дипломирао је ликовне уметности у позоришту на Универзитету у Сиракјусу 1988.

## Лични живот
Ричардсон живи у Лос Анђелесу са супругом Моником, са којом се оженио 2006. Он је очух њена два сина из претходног брака.